# Hermann Behrens (Prähistoriker)
Hermann Behrens (* 20. Dezember 1915 in Leer, Ostfriesland; † 15. August 2006 in Wedel) war ein deutscher Prähistoriker und zwischen 1959 und 1980 Direktor des Landesmuseums für Vorgeschichte in Halle (Saale).

## Leben
Hermann Behrens wurde am 20. Dezember 1915 im ostfriesischen Leer als Sohn eines Gymnasiallehrers geboren. Er besuchte dort zwischen 1922 und 1926 die Grundschule sowie von 1926 bis 1935 das Gymnasium in Leer und Aurich. Gegen Ende seiner Schulzeit entschloss er sich zu einem Studium der Vorgeschichte, das er 1935 in Halle (Saale) begann. Dort belegte er neben vorgeschichtlichen Vorlesungen auch Veranstaltungen in Germanistik, Indogermanistik, Volkskunde, Anthropologie und Geologie. Am Landesmuseum für Vorgeschichte (damals „Landesanstalt für Volkheitskunde“) erhielt er darüber hinaus eine praktische Ausbildung in Museumsarbeit und in der Bodendenkmalpflege. 1937 konnte Behrens auch an einer universitären Exkursion in die Tschechoslowakei, nach Österreich, Jugoslawien und Italien teilnehmen.
Da sein Vater aufgrund seiner politischen Gesinnung im gleichen Jahr aus dem Lehreramt entlassen wurde, konnte Behrens sein Studium allerdings zunächst nicht fortsetzen. Noch 1937 wurde er zum Militärdienst einberufen. Am 20. April 1945 geriet er bei Thale in amerikanische Kriegsgefangenschaft, aus der er am 24. Oktober 1945 in Munster wieder entlassen wurde. Noch im gleichen Jahr setzte er sein Studium an der Universität Hamburg fort. Dort besuchte er Vorlesungen in Vorgeschichte, Volkskunde, Mittlerer Geschichte, Völkerkunde und Archäologie. 1946 wechselte er nach Göttingen, wo er 1948 zum Thema „Die nordgermanischen Menschendarstellungen des 1. Jahrtausends n. Chr.“ promovierte. 
Bis 1949 war Behrens zunächst als Bodendenkmalpfleger im Kreis Stade und als ehrenamtlicher wissenschaftlicher Mitarbeiter am Stader Heimatmuseum tätig. In Stade hatte Behrens 1947 auch seine Frau Charlotte kennengelernt, die er 1950 heiratete. Ebenfalls 1950 trat er dann als Nachfolger von Gerhard Mildenberger eine Stelle als wissenschaftlicher Assistent am Landesmuseum für Vorgeschichte in Halle an. 1952 wurde er dort zunächst zum kommissarischen Kustos und kurz darauf zum Kustos und stellvertretenden Direktor ernannt. 1958 wurde der bisherige Direktor des Landesmuseums Martin Jahn emeritiert. Gleichzeitig wurde die bis dahin geltende Personalunion zwischen dem Posten des Museumsdirektors und dem Lehrstuhl für Vor- und Frühgeschichte an der Martin-Luther-Universität Halle-Wittenberg aufgehoben. Zum Jahresbeginn 1959 übernahm Behrens die Leitung des Museums, während der Lehrstuhl für Vor- und Frühgeschichte mit Friedrich Schlette besetzt wurde.
1962 habilitierte sich Behrens zum Thema „Studien zur Wesensdeutung und historischen Problematik der neolithisch-frühmetallzeitlichen Tierskelettfunde im Raume der Alten Welt“. Von 1953 bis in die Mitte der 1970er Jahre hielt er an der Martin-Luther-Universität Vorlesungen und Seminare. Unter seiner Leitung fanden außerdem zwei langjährige Forschungsgrabungen statt: Zum einen zwischen 1962 und 1981 an einer jungneolithischen befestigten Siedlung in der Dölauer Heide in Halle sowie zwischen 1967 und 1986 an der Schalkenburg bei Quenstedt.
1980 wurde Behrens pensioniert. Im folgenden Jahr übersiedelte er mit seiner Frau nach Wedel bei Hamburg. Erst 1994 wurde er vom Minister für Wissenschaft und Forschung des Landes Sachsen-Anhalt zum außerplanmäßigen Professor ernannt. Am 15. August 2006 starb Behrens an den Folgen eines Schlaganfalls.

## Wissenschaftliches Wirken
Behrens war seit 1952 Mitglied der Sektion für Vor- und Frühgeschichte der Deutschen Akademie der Wissenschaften zu Berlin und damit beteiligt an der Ausarbeitung der „Verordnung zum Schutze und zur Erhaltung der ur- und frühgeschichtlichen Bodenaltertümer“, welche 1954 in Kraft trat und eine moderne und umfassende rechtliche Grundlage zum Schutz der Bodendenkmale auf dem Gebiet der DDR darstellte. Auf dieser Grundlage baute Behrens in den Bezirken Halle und Magdeburg ein Kreispflegersystem auf, dank dessen Arbeit zahlreiche meist obertägige Bodendenkmale unter Schutz gestellt werden konnten. Auch wurden Kreisinventare ur- und frühgeschichtlicher Funde angelegt, was allerdings nicht flächendeckend gelang. Jährlich stattfindende Bezirkskonferenzen dienten zur Information über die Tätigkeiten der Kreispfleger und ehrenamtlichen Bodendenkmalpfleger.
In seinen Arbeiten beschäftigte Behrens sich hauptsächlich mit theoretischen Forschungen zum Neolithikum. Er stand damit in der Tradition zahlreicher Forscherkollegen, wie etwa Paul Grimm oder Nils Niklasson, die bereits vor dem Zweiten Weltkrieg in Halle gewirkt hatten, und konnte den Ruf Halles als ein Zentrum der Neolithikumforschung in Mitteleuropa festigen. Hierzu trugen auch zahlreiche Konferenzen bei, die Behrens organisierte, allen voran fünf zwischen 1971 und 1980 abgehaltene „Neolith-Kolloquien“.
Nach seiner Pensionierung widmete sich Behrens verstärkt theoretischen Fragen zur Ur- und Frühgeschichtsforschung, so setzte er sich vor allem mit ideologischen Aspekten der Archäologie in der DDR auseinander, kritisierte aber auch die in den 1990er Jahren einsetzende Verdrängung der in Ostdeutschland üblichen Nomenklatur und Terminologie.
Behrens war Mitglied in zahlreichen wissenschaftlichen Organisationen, so zum Beispiel von 1952 bis 1969 der Sektion für Vor- und Frühgeschichte der Deutschen Akademie der Wissenschaften in Berlin, von 1955 bis 1980 dem Wissenschaftlichen Beirat für Bodendenkmalpflege beim Ministerium für Hoch- und Fachschulwesen der DDR, von 1956 bis 1970 dem Redaktionsbeirat der Zeitschrift „Ausgrabungen und Funde“, von 1965 bis 1969 dem Nationalkomitee für Ur- und Frühgeschichte der DDR und von 1971 bis 1980 dem Problemrat bzw. Wissenschaftlichen Rat für Alte Geschichte und Archäologie. 1979 wurde er ordentliches Mitglied des Deutschen Archäologischen Instituts und 1985 Ehrenmitglied des Niedersächsischen Landesvereins für Urgeschichte.
Behrens war zwischen 1951 und 1958 Herausgeber der Schriftenreihe „Vorgeschichtliche Museumsarbeit und Bodendenkmalpflege“ und in seiner Funktion als Direktor des Landesmuseums zwischen 1959 und 1980 Herausgeber der „Jahresschrift für mitteldeutsche Vorgeschichte“ und der „Veröffentlichungen des Landesmuseums für Vorgeschichte in Halle“.

## Schriften
- Die nordgermanischen Menschendarstellungen des 1. Jahrtausends n. Chr. (1948, ungedruckt)
- Aus der gesamtwissenschaftlichen Forschungsarbeit des Landesmuseums für Vorgeschichte Halle/Saale (1952/53)
- Archäologische Kostbarkeiten im Landesmuseum für Vorgeschichte Halle/Saale (1958)
- Ur- und frühgeschichtliche Goldfunde im Landesmuseum für Vorgeschichte Halle/Saale (1962)
- Steinzeit-Bronzezeit. Die Funde aus dem großen Grabhügel »Spitzes Hoch« bei Latdorf, Kreis Bernburg. Inventaria archaeologica 12 (1963)
- Große Grabhügel, Groß-Steingräber und große Steine im unteren Saalegebiet (1963)
- Die Funde aus dem großen Grabhügel »Pohlsberg« bei Latdorf, Kr. Bernburg. Inventaria archaeologica 13 (1964)
- Die neolithisch-frühmetallzeitlichen Tierskelettfunde der Alten Welt. Studien zu ihrer Wesensdeutung und historischen Problematik. Veröffentlichungen des Landesmuseums für Vorgeschichte Halle 19 (1964)
- Jungsteinzeitfunde aus dem mitteldeutschen Raum (1965)
- Die Jungsteinzeit im Mittelelbe-Saale-Gebiet (1973)
- Siedlungen und Gräber der Trichterbecherkultur und Schnurkeramik bei Halle (Saale). Veröffentlichungen des Landesmuseums für Vorgeschichte Halle 34 (1980), mit Erhard Schröter
- Die Ur- und Frühgeschichtswissenschaft in der DDR von 1945 bis 1980. Miterlebte und mitverantwortete Forschungsgeschichte (1984)
- Urgeschichte – Ethologie – Ideologie. Ausgewählte Beiträge aus vierzigjähriger Schaffenszeit. 1950-1990 (1993)
- Grundfragen der deutschen Urgeschichtswissenschaft. Wo stehen die Archäologen am Ende des 20. Jahrhunderts? Alteuropäische Forschungen N. F. 3 (1999)